# Ștefan cel Mare, Vaslui
Ștefan cel Mare là một xã thuộc hạt Vaslui, România. Dân số thời điểm năm 2002 là 3387 người.